# Volvió una noche
Volvió una noche es una obra teatral del argentino Eduardo Rovner. Fue por primera vez estrenada en 1993 en Montevideo, Uruguay. Desde entonces la obra ha sido representada muchas veces en muchas ciudades y países del mundo– en USA, Cuba, México, Israel, Finlandia, Brasil, Paraguay, República Checa– y ha sido traducida a muchos idiomas.

## Razones para escribir la obra
Eduardo Rovner empezó a escribir Volvió una noche cuando su relación con su madre no estaba resuelta (su madre había muerto diez años antes): la culpó de todo malo en su vida y la hizo responsable de todos sus problemas hasta que un día se le ocurrió que a su madre le debe molestar que no la deja descansar en paz. A continuación se dio cuenta de que de esta relación con nuestros muertos podría nacer una obra. Además, escribir esta obra lo ayudó a dejar de ser un niño.
Rovner tardó ocho años en escribirla porque la convivencia de los vivos y los muertos resultó ser un problema para él. Reescribió la obra muchas veces (así que existen más versiones) y después de ocho años en los que escribió otras obras, la envió a Casa de las Américas, y en 1991 ganó el premio Casa de las Américas. No fue el único premio que Rovner ganó con esta obra: ganó el premio Florencio (de la Asociación de los Críticos Uruguayos) y Argentores (de la Sociedad General de Autores de la Argentina) y la obra fue nominada a muchos otros premios.

## El argumento
La línea del argumento principal trata de la historia de Manuel, un pedicuro argentino a quien le gusta tocar tangos y que está a punto de casarse. Suele visitar a su madre Fanny en el cementerio cada semana y le cuenta sus éxitos en el hospital porque su madre cree que trabaja de cirujano y sus éxitos en orquesta porque su madre cree que es concertista de violín. Le dice muchas otras cosas, por ejemplo le discribe lo que vio en el cine o en el teatro, así que describe las vidas de personas irreales y nunca habla de su propia vida. Sin embargo, un día le dice, bastante nervioso, que dentro de unos días se va a casar pero lo único que le dice sobre su novia es su nombre, Dolly. Pero tal información no es suficiente para Fanny y cuando Manuel regresa a casa, lo está esperando. Se volvió al mundo de los seres vivos para controlar cómo vive Manuel, pero sobre todo para conocer a su futura nuera. Desde este momento la vida de Manuel se complica y él se enreda en situaciones complicadas y ridículas, que para los lectores o espectadores son bastante chistosas.
Fanny y Manuel son judíos. Ella sabe qué es bueno para Manuel y qué cosas no lo son. Además, tiene una cierta imagen acerca de la vida ideal de Manuel. Sin embargo, al regresar descubre la verdad, que no es tal como la imaginaba. Averigua que Manuel no es cirujano, como decía, sino pedicuro, que en vez de ser violinista y tocar la música de Beethoven adora los tangos argentinos y lo peor de todo es que su futura mujer, Dolly, no es judía, sino católica. Además, es una madre soltera. En resumen, todo lo que  Manuel hace no le parece conveniente a Fanny. Por eso decide desbaratar la boda y hacer todo lo que pueda para que se Manuel vuelva al camino correcto. En ese momento aparecen otros muertos – amigos de Fanny del cementerio. Uno de ellos, Salo (que está enamorado de ella) consigue que Fanny cambie de opinión. Si desbarata la boda, consigue lo que quiere pero pierde a Manuel, quien bien la odia bien no la recuerda por eso. Al final todo termina bien, Fanny se da cuenta de que Dolly es la mejor para él, porque le quiere así como es, se apacigua con Manuel y se va. Los dos se dan cuenta de que pase lo que pase, a pesar de todas las peleas que tengan, serán madre e hijo y se amarán para siempre.

## Personaje principal
Manuel es un hombre amable que quiere alegrar a todos y fue influido mucho por su madre. Fanny, sin darse cuenta, le inculcó sus normas y opiniones, y aunque Manuel lo niega a sí mismo, se ilusiona con que no le importa que Dolly sea católica y madre soltera, en el fondo del alma experimenta una sensación de que hace algo malo, algo que su madre no aprobaría. A pesar de que trabaja como pedicuro y le gusta y divierte su trabajo, se siente mal, debido a su madre, que le inculcó que solo como cirujano sería un hombre respetado. Es hombre inseguro y de poca confianza en sí mismo; todos los reproches de Fanny son sus propios pensamientos, inseguridades y dudas. Parece que no quiere superar la inseguridad hasta que amenace que va a perder a Dolly. Esta amenaza despierta en él su mejor, confiado y no intimidado YO, que lucha por Dolly y sobre todo por sí mismo, se opone a su madre y le dice la verdad, pero lo más importante es que le dice, que todo lo que hace, lo hace porque le divierte y porque le gusta y no porque sea fácil de conseguirlo o porque tenga miedo de que no pueda conseguir algo mejor.

## Personaje de gaucho
Puesto que es una obra argentina, es lógico que aparezcan en ella rasgos típicos de la cultura y literatura argentina, es decir, el personaje del gaucho. En concreto, personaje de Sargento Chirino, que asesinó al gaucho Juan Moreira. La historia de Juan Moreira fue representada en Argentina en 1884 y otros autores trataron de ese tema en sus obras. El Sargento Chirino aparece en Volvió una noche cuando Fanny se irrita al oír sobre la boda de Manuel. Chirino le ofrece sus servicios, es decir, la venganza, lo que la infeliz Fanny al final acepta. Chirino intenta cumplir su promesa y varias veces aparece en obra– por ejemplo para punzar a Manuel en su espalda, cuando está en cama con Dolly, o sea, aparece en situaciones que Fanny no aprobaría. Su personaje alude a la valentía de los gauchos argentinos y como es típico de la poesía gauchesca, su habla es noble y rimada.